# 피로
피로(疲勞, 영어: fatigue, exhaustion, tiredness, languidness, languor, lassitude, listlessness)는 심신기능이 떨어진 상태를 가리킨다. 무기력한 상태에서부터 노동이 일으키는 근육의 작열감에 이르기까지 고통을 수반한다고 말할 수 있으며 심지어는 발열을 일으키기도 한다. 또, 목숨과 건강을 유지하는 데 중요한 신호 가운데 하나이다.
피로는 육체적 피로와 정신적 피로로 나뉘는데 정신적 피로는 정상인이 할 수 있는 수준의 기능을 지속하지 못하는 것을 말한다. 삶을 살면서 어디서든 쉽게 일어날 수 있는 일이지만 격한 운동을 하는 동안에 특히 눈에 띈다. 한편 정신적 피로는 졸림이 오는 조짐이 나타난다.
피로로 인하여 지칠 때 근육통과 무력감, 오한을 동반하는 몸살에 걸릴 수 있으며 피로가 거듭 되풀이되면 만성 피로 증후군을 일으킬 수 있다.

## 진단
피로는 대개 노동, 정신적 스트레스, 과대자극, 과소자극, 시차증, 활발한 레크리에이션, 우울증, 권태의 결과이다. 중독, 미네랄, 비타민 부족과 같은 화학적 원인일 수도 있다. 과도한 출혈도 피로의 원인이 될 수 있다. 피로는 환자에게 잠이 필요하다는 느낌을 주는 기면과는 다른 것이다. 피로는 육체적 노동이나 스트레스에 대한 정상적인 반응이지만 육체적 질병의 징후로 볼 수도 있다.
피로를 나타낼 수 있는 질병의 주된 분류는 다음을 포함한다:
- 자가면역 (이를테면 만성 소화 장애증, 다발성 경화증, 혈청 음성 관절염)
- 혈액병 (이를테면 빈혈, 혈색소참착증)
- 암
- 만성피로증후군(CFS)
- 우울증 등 우울한 감정을 나타내는 다른 질병[4]
- 식사장애
- 내분비 질환 (이를테면 당뇨병, 갑상선 기능 저하증)
- 섬유근육통
- 심장병
- 감염병 (이를테면 전염성 단핵증, 인플루엔자)
- 백혈병 또는 림프종
- 신경학적 장애 (이를테면 파킨슨병, 뇌진탕후 증후군)
- 육체적 외상 및 다른 고통을 일으키는 병 (이를테면 관절염)
- 임신
- 수면박탈 또는 수면 장애
- 요독증
- 간부전

## 같이 보기
- 한병철 - 재독학자, '피로 사회'(Mudigkeitsgesellschaft, Fatigue Society) 저자
- 완벽주의
- 수면 부채